# Mitrocoma minervae
Mitrocoma minervae är en nässeldjursart som beskrevs av Ernst Haeckel 1879. Mitrocoma minervae ingår i släktet Mitrocoma och familjen Mitrocomidae. Inga underarter finns listade i Catalogue of Life.